# Jiřina Čermáková
Jiřina Čermáková (Prága, 1944. november 17. – 2019. november 17.) olimpiai ezüstérmes csehszlovák válogatott cseh gyeplabdázó.

## Pályafutása
Tagja volt az 1980-as moszkvai olimpián ezüstérmes csehszlovák válogatottnak. A Slavoj Vyšehrad játékosa volt, ahol visszavonulása után edzőként dolgozott.
Férje Petr Čermák (1942) olimpiai bronzérmes (1964) cseh evezős.

## Sikerei, díjai
- Olimpiai játékok
  - ezüstérmes: 1980, Moszkva